# Антично светилище край Църква
Античното светилище посветено на здравоносните богове се намира край квартал Църква (Даскалово), град Перник.
Разположено е в равнинна местност, на брега на река Рударци. Състои се от култов двор (24 x 28 m), в чиято запазена част е разположен малък храм и монументален жертвеник към него.

## Откритие и разкопки
Светилището е открито по време на изкопните работи по време на строежа на международния път София-Гюешево, в местността Мангър край кв. Църква през 1979 година. То е било изградено на левия бряг на река Рударщица (Рударска), недалеч от вливането ѝ в река Струма. Местността е била открита и равна. Земята се е обработвала непосредствено допреди да бъде отчуждена за нуждите на строителството на международния път Е871. Собствениците на имотите са откривали често медни монети, натрошени керамиди и строителни материали. В миналото дори са намерени три надписа – два издълбани във варовик след откриването им са били вградени вторично при строежа на църквата „Свети Никола“ в квартал Църква. Третият надпис се съхранява в НИМ.
При започване на разкопките екипът от архелози е насочен към мястото от старо народно предание, че на мястото някога е съществувала църква. Следите от градежа на светилището се появяват след премахването на повърхностния слой пръст, дебел около 0,25 – 0,30 m под него се появяват зидове и паднала встрани зидария от оградата.
Разкритото светилище е обхващало доста голяма площ и е било доста сложно устроено. Постройката е имала почти правоъгълна форма с вътрешни размери 23,7 х 28 m Надлъжната ѝ ос е с посока изток – запад. В архитектурния план на постройката се различават няколко основни части: вход, теменос, храм и монументален жертвеник.
Светилището е датирано към II-IV век пр. Хр.

## Архитектурен план
Входът на светилището е разположен на източната страна на градежа и е широк 1,3 m. Страниците са иззидани от тухли, а един блок от пясъчник с формата на паралелепипед е поставен като праг, който с течението на времето се е изтрил от преминаващите посетители и се е напукал от влагата. Поради това, още в древни времена прагът е бил подзидан отвътре с една редица речни камъни. Горният праг е бил направен също от пясъчник и е имал формата на плоча, която е намерена от археолозите паднала разчупена на входа. Приблизителните размери на плочата са 1,4 x 0,63 х 0,35 m.
Входът на светилището е бил сравнително широк, но впоследствие е стеснен. Според археолозите, свидетелство за това преустройство е наличието на две страници в южната половина на стената. Тази, която е била зазидана, е фланкирала вход с ширина 2,9 m. Не може да се каже, поради какви причини се е наложило стесняването на входа. На разстояние 2,3 m пред входа симетрично от двете му страни са поставени две варовикови бази за колони с форма на ари, отстоящи на 3,7 m една от друга. Те стърчат на 0,78 m и са забити в земята на дълбочина 0,25 m. Колоните, които са били изправени върху тях, са поддържали покрива на малка едикула пред входа. Пространството между тях е постлано с калдъръм от речни камъни, затъпкани с пясък и чакъл. (След този участък е бил краят на входната алея, която археолозите не могат да проучат в дълбочина поради напредналият етап на пътното строителство). Върху калдъръма учените регистрират наличие на следи от овъгляване, които според тях биха могли да са от дървената покривна конструкция на едикулата и наносен слой, дебел около 0,2 m.
Археолозите предполагат, съдейки по намерената паднала стенна мазилка, че стените около входа на ширината на колоните са били измазани с вар и украсени с цветни рисунки. Пред входа от север е бил поставен жертвеник, облегнат до стената. Той е имал формата на паралелепипед, издялан от пясъчник, но едната му страна е грапава, а отгоре е издълбано жертвено корито. Предполага се, че в едикулата е стояла някаква статуя на божество, тъй като археолозите намират поставка за такава издялана съчо от пясъчник паднала до южната база.
През входът на светилището посетителите са влизали в просторен двор теменос (от гръцки език – ед. число τέμενος). Зидове с височина 2,8 m и дебели 0,55 m са обграждали теменоса от всички страни. За зидарията са употребени обли речни камъни, подравнени и укрепени с триедров тухлен пояс. Оградните стени са били покрити така, че навътре са се образували навеси, които са били поддържани от дървени колони.
Теменосът е бил постлан с широки тухли.

## Опазване и консервация
По времето на Комунистическия режим през 1980 г., веднага след археологическото проучване и завършването на строителните работи по тази отсечка на международния път Е871, руините на светилището са консервирани и частично реставрирани. Мястото се поддържа и почиства от паразитна растителност редовно. След 1990 г. мястото е изоставено и рядко почиствано. На 18 юни 2011 г. българският археолог от РИМ-Перник д-р Филип Михайлов организира почистване на светилището.